# Hamodes marginata
Hamodes marginata là một loài bướm đêm trong họ Noctuidae.